# JUMPING TAKE OFF
「JUMPING TAKE OFF」（ジャンピング・テイクオフ）は、日本のギタリストである高中正義が1983年7月1日にリリースした11枚目のシングルである。

## 解説
アルバム『CAN I SING?』の先行シングル。
「JUMPING TAKE OFF」は、1982年の「Saudade」と1983年の「To you」に引き続き北大路欣也が出演したマツダ『新型ファミリアターボ』CMソングに使用された。

## 収録曲
| 全作曲・編曲: 高中正義。 |                      |               |            |      |
| #                        | タイトル             | 作詞          | 作曲・編曲 | 時間 |
| 1.                       | 「JUMPING TAKE OFF」 |               | 高中正義   | 4:40 |
| 2.                       | 「TEARS OF THE SUN」 | Chris Mosdell | 高中正義   | 5:40 |
| 合計時間:                | 合計時間:            | 合計時間:     | 10:20      |      |